# 心指数
心指数（英語：cardiac index，简称CI）是血流动力学中涉及参数的以体表面积（BSA）所计算的每分钟左心室心输出量（CO），从而比较不同个体之间的心泵功能。测量单位是升每平方米每分钟(L/min/m2)。

## 计算方法
该指数是用以下公式通常计算：
{\displaystyle {\text{CI}}={\frac {\text{CO}}{\text{BSA}}}={\frac {{\text{SV}}\times {\text{HR}}}{\text{BSA}}}}
其中
CI心指数（Cardiac Index）
BSA体表面积（Body Surface Area）
SV每搏输出量（Stroke Volume）
HR心率（Heart Rate）
CO心输出量（Cardiac Output）

## 临床意义
心指数在一般人群的正常范围是2.6–4.2L/min/m2.
心指数在重症监护医学以及冠心病监护病房经常使用并测定。心指数是用来体现不同体表面积的人（如高矮胖瘦）所致代谢率不同，以至于心输出量也不相同的情况下，用于评判心脏的泵血功能的一项指标。
如果心指数低于1.8L/min/m2，患者可能发生心源性休克。